# Einer spielt falsch
Einer spielt falsch ist ein 1965 entstandener, israelisch-deutscher Spielfilm von Menahem Golan. In den Hauptrollen spielen Audie Murphy und Marianne Koch. In Deutschland wurde der Film auch unter den Titeln Im Koffer nach Kairo und Atom-Code Kairo vermarktet.

## Handlung
Der US-amerikanische „Superagent“ Mike Merrick bekommt einen heiklen Auftrag. Man befürchtet, dass Ägypten mit Hilfe eines deutschen Wissenschaftlers eine Superwaffe, eine gegen Israel und die freie Welt gerichtete Atomrakete, konstruieren will, mit der die „Weltherrschaft“ angestrebt wird. Man kleidet Merrick daraufhin mit einer neuen Vita ein, und so reist er als Deutscher „Ludwig Baum“ nach Nordafrika. Man schleust ihn in ein ägyptisches Forschungszentrum ein, in dem Prof. Schlieben den Raketenbau vorantreibt. Der deutsche Wissenschaftler hat eine Tochter namens Helga, die ganz offensichtlich nicht weiß, was ihr Vater dort treibt und welchen Schaden sein Entwicklungsprogramm anrichten könnte. Ehe dunkle Kräfte mit den nahezu einsatzfähigen Hyksos-Raketen einen geplanten Umsturz durchführen können, beginnen sich Mike und Helga persönlich anzufreunden. Dass sich die junge Frau in ihn zu verlieben scheint, kann dabei durchaus Mikes Zerstörungsplänen von Nutzen sein.
Als Helga erkennt, welche Auswirkungen die Arbeit ihres Vaters haben wird, schlägt sie sich auf Mikes Seite. Mike kidnappt sie und muss fliehen. Bald gerät das Paar jedoch zwischen alle Stühle und wird von radikalen Moslems wie von mehreren Geheimdiensten gehetzt. Es gelingt ihnen beiden, nach Italien zu entkommen. Dort wird Mike von seinen ägyptischen Häschern überwältigt und soll, verpackt in einen Koffer, sofort zurück nach Kairo verfrachtet werden. Italienische Sicherheitskräfte überwältigen jedoch die Ägypter und sichern den Koffer. Als dieser geöffnet wird, ist die Überraschung groß: in ihm befindet sich nicht etwa Mike Merrick, sondern die Leiche eines Ägypters. Merrick hat derweil eine reguläre Maschine nach Kairo bestiegen, in der auch Helga sitzt. Ab jetzt übernimmt er das Kommando, um vor Ort die Dinge zum guten Ende zu bringen.

## Produktionsnotizen
Einer spielt falsch wurde in den Monaten August und September des Jahres 1965 in Israel, Rom und Berlin (Studioaufnahmen) gedreht. Kinostart in Deutschland war am 3. Juni 1966.
Der englische Titel, übersetzt: „Koffer nach Kairo“, spielt auf ein Ereignis des Vorjahres (1964) an, als im Flughafen von Rom ein Koffer entdeckt worden war, den die ägyptische Botschaft als Diplomatengepäck deklariert hatte. In diesem Koffer befand sich ein gefesselter und unter Drogen gesetzter Mann.

## Kritiken
Das Hamburger Abendblatt nannte Einer spielt falsch in seiner Ausgabe vom 4. Juni 1966 einen „politischen Agentenfilm“, würdigte den Streifen jedoch in erster Linie als Eisbrecher für die zu diesem Zeitpunkt historisch noch sehr stark vorbelasteten Beziehungen der beiden Nationen Israel und Deutschland.

„…ein jämmerlicher, kleiner Patzer mit Namen ‚Trunk to Cairo‘ (…) Audie Murphy, George Sanders und Marianne Koch sind die zur Mitwirkung Verdammten. Vergiss es, Baby.“

Im Lexikon des Internationalen Films heißt es: „Abenteuerlich unglaubwürdiger Spionagefilm.“